# Kąpławki
Kąpławki (niem. Kamplack) – wieś w Polsce, położona w województwie warmińsko-mazurskim, w powiecie kętrzyńskim, w gminie Barciany.
W latach 1975–1998 wieś administracyjnie należała do województwa olsztyńskiego.

## Integralne części wsi
| SIMC    | Nazwa     | Rodzaj     |
| ------- | --------- | ---------- |
| 1046346 | Plinkajmy | przysiółek |

## Historia
Wieś założona została w 1338 roku.
Budynek szkoły wybudowano tu w 1876 roku i rozbudowano w 1911 r. Przed II wojną światową była tu szkoła jednoklasowa. W roku 1945 w Kąpławkach zorganizowano szkołę podstawową siedmioklasową.
W roku 1970 we wsi mieszkało 70 osób. W 1973 r. do sołectwa Kąpławki należały Kąpławki i Plinkajmy (niem. Plienkeim).